# Casa Burés
La Casa Burés es un edificio barcelonés modernista obra de Francisco Berenguer, aunque el proyecto fue firmado por Miquel Pascual i Tintorer, ya que Berenguer, estrecho colaborador de Antoni Gaudí, nunca obtuvo el título de arquitecto. Está ubicada en la esquina de las calles Ausiás Marc con la calle Gerona, de Barcelona. Fue construida entre 1900 y 1905 por encargo del industrial textil Francisco Burés Borrás. En 1910 se amplió la azotea con unas dependencias para el servicio y los propietarios recibieron permiso del Ayuntamiento de Barcelona para alquilar donde se destaca que «tiene agua abundante y lavabos».

## Edificio

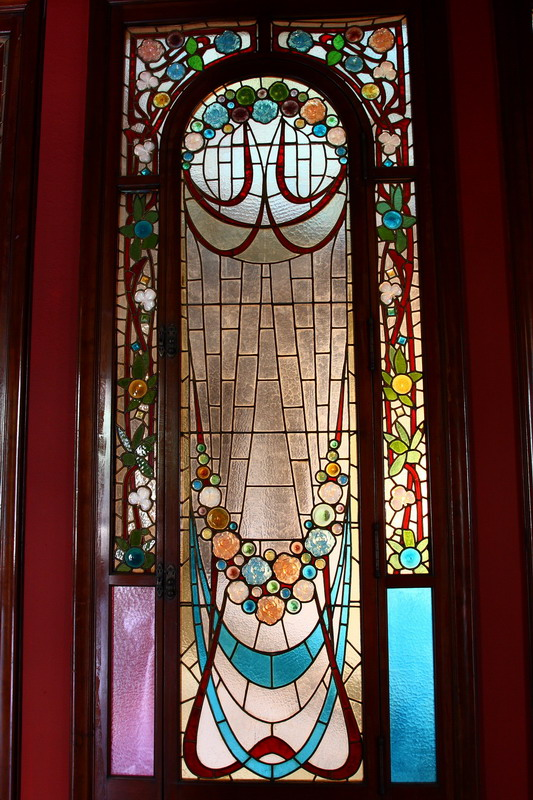
Vidriera del piso principal.

El edificio tiene influencias neogóticas y germánicas propias de esta etapa del modernismo. Está formado por planta baja y cuatro pisos, con un sótano y un ático (para trasteros y lavaderos). El proyecto del edificio, de unos 7000 m², preveía los dos vértices del chaflán que ocupa sendas torres de planta circular y cubierta cónica, de las cuales sólo se construyó una. La otra fue sustituida por un coronamiento similar al de la Casa Antoni Roger, obra de Enric Sagnier y que está situada en la esquina de enfrente. De esta forma se obtenía una solución de continuidad visual. En este coronamiento está la fecha de finalización de la obra.
De la fachada, realizada en piedra, cabe destacar el tratamiento de los paramentos, de sillares sin pulir, el alero de la cubierta, los hierros de los balcones y la característica decoración de formas curvas, presentes especialmente en los ornamentos escultóricos de la barandilla corrida del principal, de las dos tribunas y los marcos de los balcones.

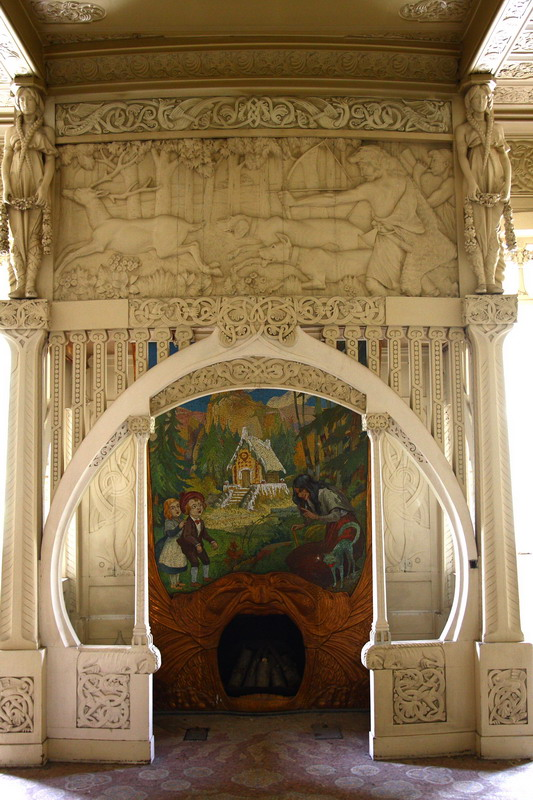
Chimenea con la escena de la bruja de Hansel y Gretel hecha con mosaicos por Gaspar Homar.

En el interior destaca el vestíbulo de acceso y la entrada de vehículos decorada con pequeños capiteles con representaciones de animales. Al fondo, una escultura a tamaño natural de un oso pardo abrazando una lámpara de latón en el arranque de la escalera que sube a la planta principal. Todo el espacio está cubierto con una claraboya y un vitral de colores en forma pentagonal de unos 50 m².
En la planta principal se conservan diferentes dependencias con la decoración original (suelos, techos y paredes). En cuanto a los suelos todos son de mosaico o marquetería, obra de Pau Roig, colaborador de Gaspar Homar, excepto el pavimento del comedor que es de mármol, si bien podía no ser el original ya que el diseño es claramente  Déco.
En este piso había un pequeño oratorio junto a la entrada que está presidida por toda una pared de vitrales con temas florales que dan a la escalera principal. En el comedor, que ocupa toda la anchura de la esquina del edificio, destacan los paneles escultóricos obra de Joan Carreras con representaciones de los deportes practicados por la burguesía emergente (patinaje, vela, hípica, frontón, tiro, tenis y automovilismo). Todos ellos están flanqueados por unas figuras femeninas modernistas con un escudo. El techo está totalmente trabajado en yeso con  cenefas incisas y relieves de motivos florales.
Otro espacio suntuoso es la «sala de los niños»", un salón de unos 60 m² decorado íntegramente con referencias a cuentos infantiles de origen germánico. Con muebles y mosaicos de Gaspar Homar y seis pinturas murales de Oleguer Junyent, está presidida por una chimenea con una escena de Hansel y Gretel hecha en mosaico, ante la cual hay una estructura en madera totalmente tallada y con bancos interiores, obra de Joan Carreras. Los mosaicos del suelo simulan llamas saliendo de la chimenea.
Las decoraciones de los pisos superiores son bastante más sencillas, si bien destacan los suelos hechos todos con pavimento hidráulico en imitación al mosaico Nolla y los arrimaderos cerámicos, completamente conservados en algunas viviendas.
Es una edificación muy representativa de lo que se ha llamado la «derecha del Ensanche» y del modelo de «casa de renta» pensada para vivir los «dueños» en el principal, y con inquilinos en el resto de plantas, que constituye buena parte de la arquitectura de esta parte de la nueva ciudad a finales del siglo XIX.

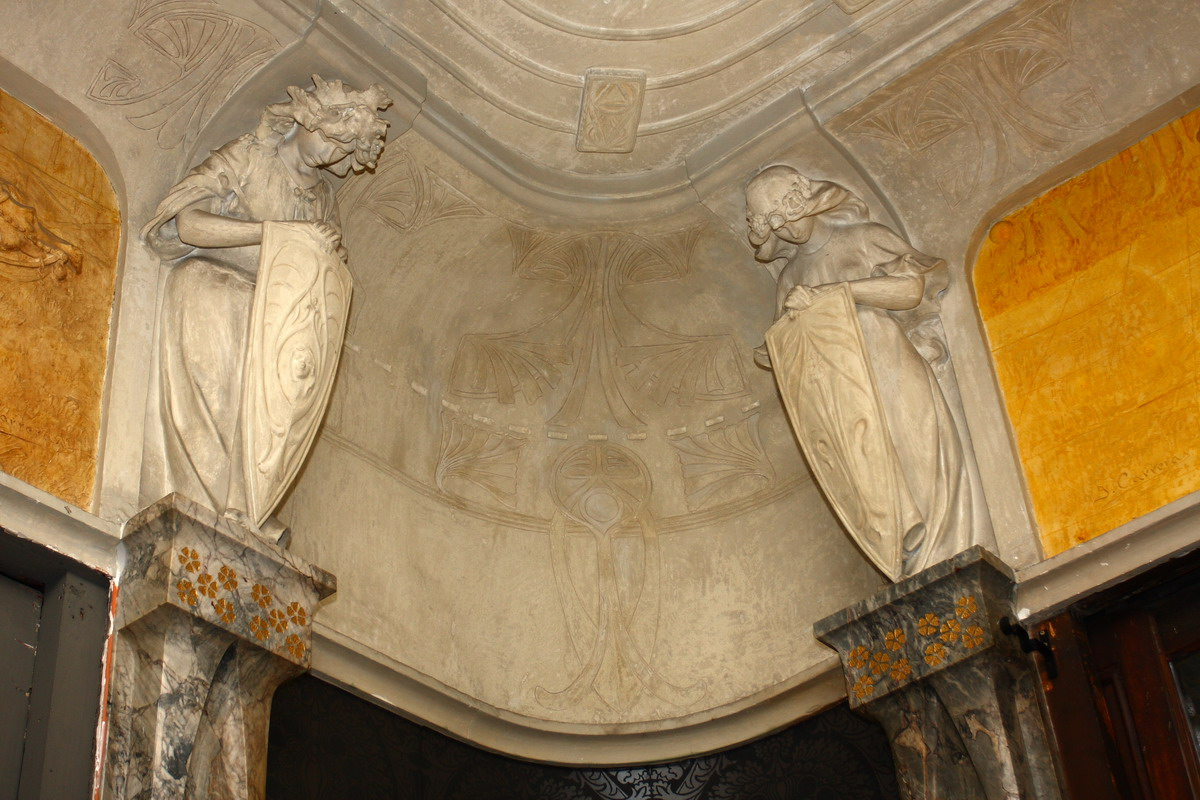
Figuras modernistas en el techo del comedor .
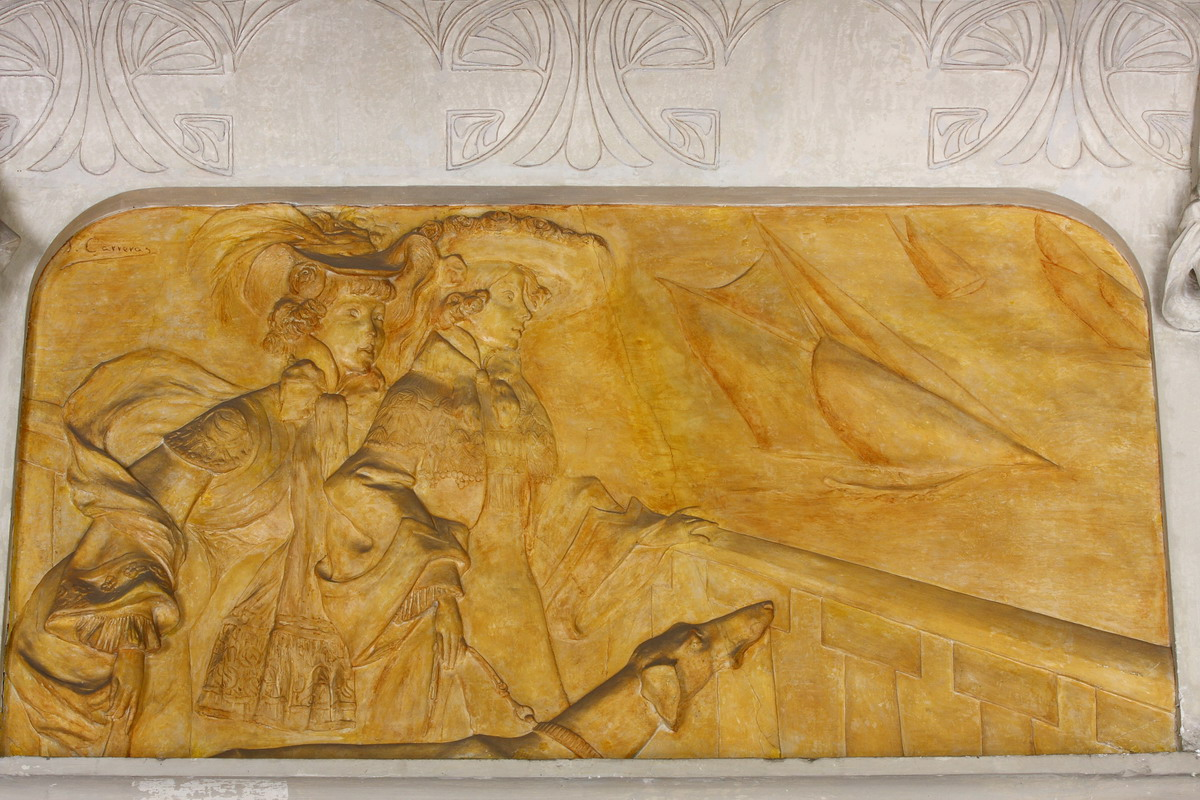
Escultura en madera de Joan Carreras.
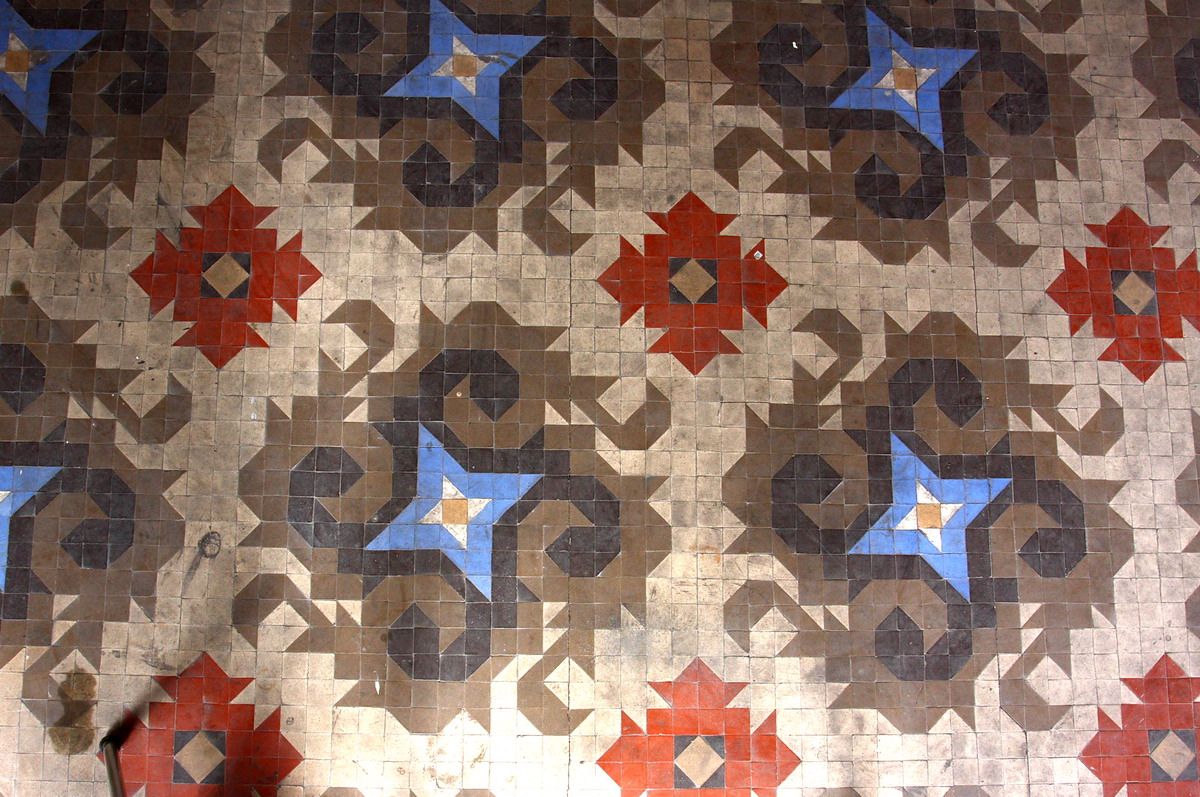
Mosaico hidráulico del segundo piso.

## Historia
La casa fue encargada por el industrial textil Francisco Burés Borrás en 1900 para ubicar su vivienda y la sede social y almacenes de las Industrias Burés con fábrica en Anglés, aunque la saga familiar provenía del Bages, donde dos generaciones antes se había iniciado la actividad textil con fábricas en San Juan de Torruella y, más tarde, en Castellbell y Vilar donde fundaron la Colonia Burés.

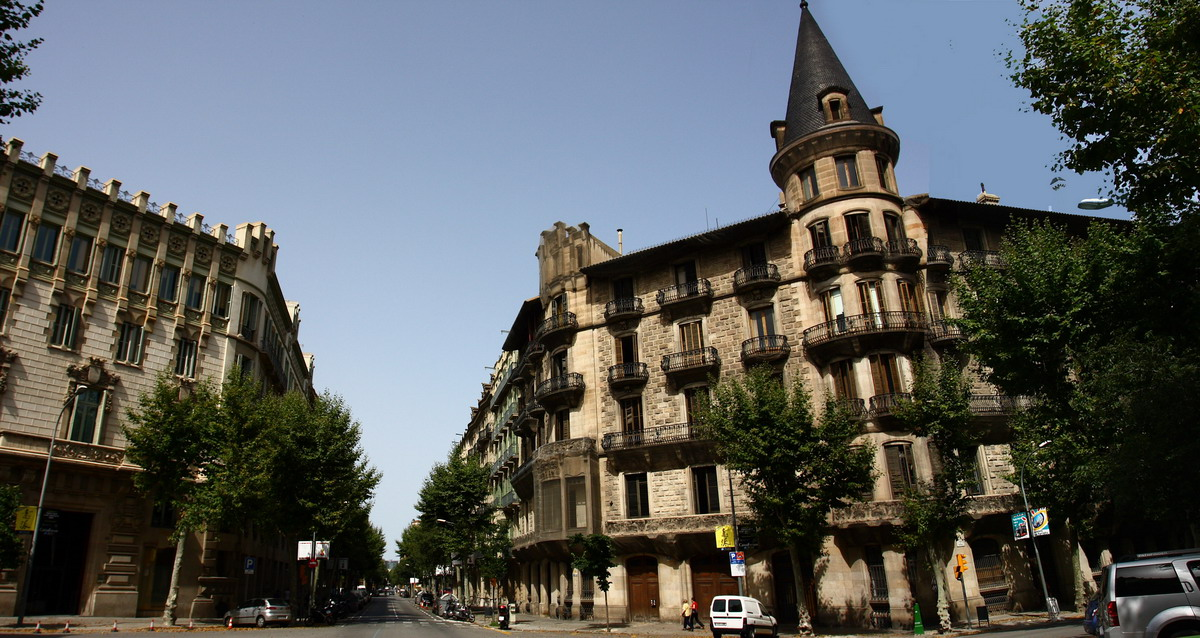
La torre izquierda está coronada igual que el edificio preexistente de delante, obra de Enric Sagnier.

En 1905 se disolvió la sociedad familiar que tenía con sus tías y Francisco Burés se quedó como único titular hasta su muerte, en 1907. La nueva empresa se denominó Viuda e Hijos de Francisco Burés, que se disolvió en 1920, y su hijo, Francisco Burés Regordosa, tomó el relevo. En 1940 se constituyó como sociedad anónima con el nombre de Industrias Burés SA, hasta que en 1971 un aguacero destruyó una de las fábricas y el trabajo de 800 trabajadores. La fábrica Burés, que fabricaba entre otros las conocidas sábanas «El Burrito Blanco», cerró sus puertas definitivamente en 1991, después de estar vinculada al grupo KIO a través de Javier de la Rosa. El último representante familiar en la sociedad fue José María Juncadella Burés, sobrino de Francisco Burés Regordosa y casado con la escritora Mercedes Salisachs.
El Ayuntamiento de Barcelona compró la casa el 17 de marzo de 2007 por 26 millones de euros, con el objetivo de convertirlo en un centro de interpretación del modernismo y es la sede barcelonesa del Museo de Arquitectura y Urbanismo. No obstante, el 11 de noviembre de 2008 fue vendida a la Generalidad de Cataluña que tenía previsto instalar dependencias administrativas. Sin embargo, debido a la crisis, la Generalidad vendió el inmueble en una subasta el 20 de noviembre de 2014, al fondo británico Europa Capital Partners y Trinder. Durante estos últimos años la Casa Burés se ha utilizado como set de rodaje de muchas producciones de época, series y anuncios. La más conocida es la película Darkness, de la que se rodaron todos los interiores en esta casa. El edificio está siendo rehabilitado por Bonavista Developments, una promotora de Barcelona. El laborioso proceso de rehabilitación durará más de dos años y se ha hecho codo a codo con los expertos de patrimonio del ayuntamiento. Participan en las obras artesanos de muchas disciplinas con el objetivo de recuperar los elementos históricos que han sufrido un deterioro por el paso del tiempo o por el mal uso o saqueo del interior del edificio.
Entre 2015 y 2018 se ejecutó la rehabilitación de la Casa Burés para viviendas de lujo, donde la promotora inmobiliaria Bonavista Developments y Europa Capital lideraron el proyecto, que conservó la naturaleza del edificio y sus características del modernismo de principios del siglo XX, habilitando  26 lofts, dúplex y apartamentos de hasta 500 m² con comodidades modernas como dos piscinas, spa y gimnasio.